# 29657 Andreali
A 29657 Andreali (ideiglenes jelöléssel (29657) 1998 WD12) a Naprendszer kisbolygóövében található aszteroida. A LINEAR projekt keretében fedezték fel 1998. november 21-én.